# Arina (företag)
Osuuskauppa Arina är ett finländskt andelslag i Uleåborg som grundades 1917 och ingår i S-gruppen. 
Andelslaget har supermarketar, varuhus, järnhandel, servicestationer, restauranger och hotell. År 2009 var andelslagets omsättning omkring 650 miljoner euro, medan antalet anställda var 2 000.